# Орлёнок (песня)
«Орлёнок» — одна из широко известных песен советского периода, оставившая заметный след в истории СССР. Написана в 1936 году поэтом Яковом Шведовым на музыку композитора Виктора Белого к спектаклю Театра имени Моссовета «Хлопчик» драматурга Марка Даниэля. Текст песни про орлёнка на идише, написанный самим автором, присутствовал изначально в оригинальной версии пьесы. 
Герой пьесы Даниэля был вдохновлён его собственным братом Карлом, эмигрировавшим в Европу и утерявшим связь с семьёй. Шведов же свой, ставший знаменитым, вариант песни посвятил Герасиму Фейгину, одному из родоначальников Комсомола.

## История создания

### Исходный вариант (Даниэль и Черняк)
Пьеса Марка Даниэля в оригинале на идише называлась «Зямка Копач». Мотив тоски по разорванным родственным связям, вероятно, проистекает из семейной истории Даниэля. Собственный брат автора, Карл Либертэ, в 1923 году уехал из СССР в Европу; он потерял связь как с Марком, оставшимся в СССР, так и со своими матерью и сестрой, которые эмигрировали в США, считая Марка погибшим.
Сюжет спектакля повествует о событиях Гражданской войны в Белоруссии. Городок близ Молодечно заняли польские войска, и 15-летний сирота, ученик сапожника, а ныне красноармеец Зямка Копач попадает в тюрьму со своими однополчанами. Узнав, что их командиру Андрею Кудрявцеву грозит расстрел, Зямка обманывает охрану, убегает из тюрьмы и связывается с подпольем, которое отбивает Кудрявцева. В тюрьме Зямка сочиняет песню, которая в итоге становится гимном отряда. Первый вариант текста принадлежал автору пьесы, использовавшему лейтмотив стихотворения А. С. Пушкина «Узник».

Выделенные строки повторяются дважды

| Идиш אָדלערל, אָדלערל, שטאָלצער פֿויגל, פֿארשפּרײט דײַנע פֿליגעלעך ברײט. און זאָג אונדזער כּלה, זאָג אונדזער מאַמען: ליבע, עס דערווארט אונדז דער טויט. אָדלערל,פֿרײַנט יונגער, פֿלי איבער גרענעצ, דורך כמארע, דורך שטוערם, דורך שנײ און טרעפֿסט דאָרטן לענינען, א גרוס גיב אים איבער און זאָג אים, מיר זײַנען בא זײ второй вариант последней строчки 2-го куплета (в конце пьесы) א גרויסן גרוס דער פּארטײ. | Транскрипция Odlerl, odlerl, shtoltser foygl, farshpreyt dayne fligelekh breyt. un zog aundzer kale, zog aundzer mamen: libe, es dervart undz der toyt. Odlerl, fraynt iunger, fli iber grenets, durkh khmare, durkh shturm, durkh shney un trefst dortn leninen, a grus gib im iber un zog im, mir zaynen ba zey a groysn grus der partey. | Подстрочник Орленок, орленок, гордая птица, расправь свои крылья широко и скажи нашей невесте, скажи нашей маме: любимые, нас ждет смерть Орленок, друг юный, Лети через границу, сквозь тучу, сквозь бурю, сквозь снег и встретишь там Ленина, передай ему привет и скажи ему, что мы — за них большой привет партии |

В литературном переводе Б. Х. Черняка в песне было три куплета и текст её звучал так:
Орленок, орленок — могучая птица,

Лети ты в далекий мой край,

Там мама-старушка по сыну томится,

Родимой привет передай!

Орленок, орленок — могучая птица,

К востоку стреми свой полет,

Взлети над Москвою, над красной столицей,

Где Ленин любимый живёт!

Орленок, орленок, ему расскажи ты

Про наших врагов, про тюрьму;

Скажи, что в плену мы, но мы не разбиты

И нас не сломить никому

второй вариант 2-го куплета (в конце пьесы; тут второй куплет — последний) :

Орленок, орленок, на родине дальней

Наш Ленин любимый живет,

К нему ты лети и ему расскажи ты,

Что смело глядим мы вперед..

### Вариант, ставший известным (Шведов)
Орлёнок, орлёнок, взлети выше солнца

И степи с высот огляди.

Навеки умолкли весёлые хлопцы,

В живых я остался один.

Орлёнок, орлёнок, гремучей гранатой

От сопки солдат отмело.

Меня называли орлёнком в отряде,

Враги называют орлом.

Орлёнок, орлёнок, блесни опереньем,

Собою затми белый свет.

Не хочется думать о смерти, поверь мне,

В шестнадцать мальчишеских лет.

Орлёнок, орлёнок, мой верный товарищ,

Ты видишь, что я уцелел.

Лети на станицу, родимой расскажешь,

Как сына вели на расстрел.

Орлёнок, орлёнок, товарищ крылатый,

Ковыльные степи в огне.

На помощь спешат комсомольцы-орлята

И жизнь возвратится ко мне.

Орлёнок, орлёнок, идут эшелоны,

Победа борьбой решена.

У власти орлиной орлят миллионы,

И нами гордится страна. 
Для постановки в Москве композитор Виктор Белый предложил поэту Якову Шведову написать песню заново, и она приобрела в СССР массовую популярность.
В одном из вариантов исполнения песни Большим Детским Хором вместо «ковыльные степи в огне» звучит «бурятские степи в огне».
Вторую жизнь приобрела песня в годы Великой Отечественной войны. Особенно широкое распространение песня получила среди партизан. В партизанских отрядах она была и паролем, и отрядной песней. Многие комсомольцы-разведчики, бойцы Красной Армии и партизанских отрядов повторили подвиг героя песни, многих из них в отрядах так и звали — Орлёнок. Для поддержания боевого духа бойцов Красной Армии во время войны в 1943 году
тиражом в 25 тысяч экземпляров в войска была разослана книжечка с песней «Орлёнок».
Первый исполнитель песни, певец Александр Окаёмов, пел «Орлёнка» на Всесоюзном радио. Затем он стал бойцом народного ополчения консерваторского батальона имени Чайковского. Был ранен в боях, попал в плен и оказался в страшном Кричевском лагере, где организовал с товарищами группу сопротивления. Группа была раскрыта, но пытки не заставили Александра и его друзей, Геннадия Лузенина и Абрама Дьякова, выдать имена остальных подпольщиков. Когда организаторов повели на казнь, за несколько мгновений до расстрела 21 февраля 1943 года Александр Окаёмов запел «Орлёнка». Ныне фамилии погибших артистов занесены на мраморную доску в Концертном зале им. Чайковского, а на месте их расстрела поставлен обелиск.
После войны поэт Лев Ошанин писал: «Не каждой песне ставят памятник, а вот песне „Орлёнок“ повезло. Комсомольцы-челябинцы воздвигли памятник герою песни в честь мужества юных бойцов Гражданской войны». Есть памятники Орлёнку также в Запорожье, в городе Покрове, во Всероссийском пионерском лагере «Орлёнок».
В 1957 году снят художественный фильм «Орлёнок» о пионере-герое Вале Котике. В 1968 году по мотивам песни снят мультипликационный фильм «Орлёнок».
На Российском Кавказе возле села Архыз (Карачаево-Черкесская Республика) есть пик Орлёнок (2629 м), одноимённые перевал и река. Горные вершины Орлёнок есть на Урале и на юге Байкала. Имя «Орлёнок» носят населённые пункты, железнодорожные станции, городские парки, пионерские лагеря, подростковые клубы, военно-спортивные игры, морские суда и экранолёты.
Также широкую популярность получила цитата «В шестнадцать мальчишеских лет» (иногда в форме «В семнадцать мальчишеских лет»), часто употребляемая при описании событий Великой Отечественной войны.